# ホウライ
ホウライ株式会社は、保険代理店、不動産賃貸、乳製品製造販売、牧場等の観光施設の経営、ゴルフ場運営を行う会社。

## 概要
東京都に保有する不動産（ビルディング）の賃貸業、保険代理店業、栃木県那須塩原市の牧場・ゴルフ場運営を行っている。
十五銀行が1927年（昭和2年）に休業（事実上の倒産）し、その事業整理に伴い、十五銀行及び代表者を務めていた松方家が所有していた不動産及び那須の牧場・土地を買収し設立された蓬莱殖産株式会社を前身とする。社名の蓬莱は十五銀行の本店のあった東京都中央区木挽町（現在の銀座八丁目）の蓬莱橋に由来する。
十五銀行は最終的に帝国銀行（後に三井銀行、第一銀行に分裂）に吸収され、分裂時も三井側が旧十五銀行を継承したため、現在でも三井住友銀行系列であり、三井住友系の不動産会社である室町殖産、室町ビルサービス他が大株主となっている。
1979年（昭和54年）から那須地域で砕石事業を行っていたが、需要減少と他の事業との相乗効果が期待できない等の理由により2006年（平成18年）9月に撤退した。
2022年9月期の売上構成は保険事業24.1%、不動産事業24.4%、千本松牧場事業（乳業・観光）35.7%、ゴルフ事業 15.8%となっている。

## 沿革
- 1928年（昭和3年）1月 - 蓬莱殖産株式会社として設立。
- 1943年（昭和18年）5月 - 蓬莱土地株式会社を合併。
- 1964年（昭和39年）8月 - 蓬莱観光株式会社を設立し、観光牧場事業を開始。
- 1974年（昭和49年）11月 - 蓬莱建物株式会社を設立し、建設・不動産事業を開始。
- 1977年（昭和52年）3月 - 新宿ホウライビル完成に伴い、本社を移転。
- 1979年（昭和54年）8月 - 西那須興業株式会社を買収し、砕石事業を開始。
- 1983年（昭和58年）4月 - 蓬莱建物を合併し、ホウライ株式会社と改称。
- 1983年（昭和58年）10月 - 蓬莱観光がホウライ乳業株式会社に改称。牛乳・乳製品の製造販売を開始。
- 1984年（昭和59年）3月 - ホウライ観光株式会社を設立し、ホウライ乳業から観光部門を移管。
- 1988年（昭和63年）10月 - ホウライ乳業、ホウライ観光、西那須興業をホウライ株式会社に合併。
- 1990年（平成2年）8月 - ホウライカントリー倶楽部の営業を開始し、ゴルフ場事業に進出。
- 1991年（平成3年）4月 - 株式を店頭登録。
- 1993年（平成5年）5月 - 西那須野カントリー倶楽部の営業開始。
- 2002年（平成14年）2月 - 銀座ホウライビルに本社事務所を移転。
- 2004年（平成16年）12月 - ジャスダックに上場。
- 2006年（平成18年）9月 - 砕石事業から撤退。
- 2019年（平成31年）2月 - 銀座ホウライビルを売却。
- 2020年（令和2年）7月 - さくら堀留ビル（現ホウライ堀留ビル）に本社を移転。

## 事業所等

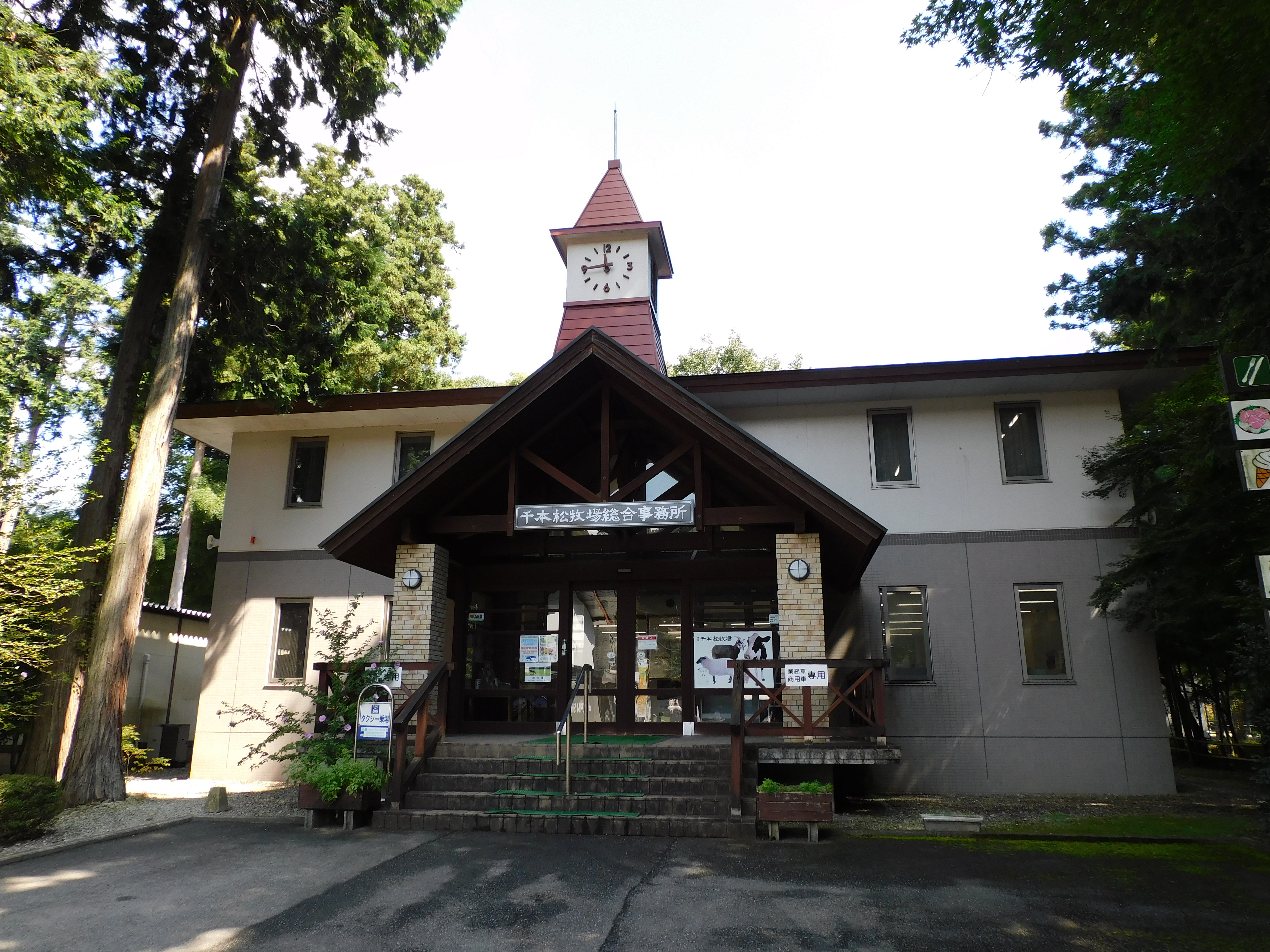
千本松牧場

- 那須千本松牧場（栃木県那須塩原市千本松）

全面積は831ヘクタールあり、東京ドーム178個分の大きさである。
- ホウライカントリー倶楽部（栃木県那須塩原市千本松）

2000年（平成12年）6月 第1回日本ゴルフツアー選手権を開催した。
- 西那須野カントリー倶楽部（栃木県那須塩原市千本松）

2021年（令和3年）よりJAPAN PLAYERS CHAMPIONSHIP by サトウ食品の会場として利用されている。